# (37601) Vicjen
(37601) Vicjen es un asteroide perteneciente al cinturón de asteroides, descubierto el 3 de abril de 1992 por Carolyn Shoemaker y el también astrónomo David Levy desde el Observatorio del Monte Palomar, Estados Unidos.

## Designación y nombre
Designado provisionalmente como 1992 GC1. Fue nombrado por Vic Winter (n. 1953) y Jen Winter (n. 1969) quienes han extendido el interés por la astronomía a una serie de escuelas rurales en Bolivia. Trabajan con escuelas de allí, aportando gratuitamente sus conocimientos astronómicos y proporcionando telescopios y apoyo. Intentan inculcar en esta tierra remota el amor por el cielo nocturno.

## Características orbitales
Vicjen está situado a una distancia media del Sol de 2,262 ua, pudiendo alejarse hasta 2,803 ua y acercarse hasta 1,722 ua. Su excentricidad es 0,239 y la inclinación orbital 24,644 grados. Emplea 1243,02 días en completar una órbita alrededor del Sol.
Pertenece a la familia de asteroides de (25) Phocaea.

## Características físicas
La magnitud absoluta de Vicjen es 14,50. Tiene 3,899 km de diámetro y su albedo se estima en 0,243.